# Flatula cribrata
Flatula cribrata är en insektsart som beskrevs av Melichar 1902. Flatula cribrata ingår i släktet Flatula och familjen Flatidae. Inga underarter finns listade i Catalogue of Life.